# Busters verden
Pour plus de détails, voir Fiche technique et Distribution.
Busters verden est un film danois réalisé par Bille August, sorti en 1984. Il a aussi été exploité au format série télévisée.

## Synopsis
Buster, magicien en herbe, est maltraité à cause de sa petite taille.

## Fiche technique
- Titre : Busters verden
- Réalisation : Bille August
- Scénario : Bjarne Reuter d'après son roman
- Musique : Bo Holten
- Photographie : Søren Berthelin, Birger Bohm et Fritz Schrøder
- Montage : Jacob Gislason et Tómas Gislason
- Production : Tove Berg, Mads Egmont Christensen et Nina Crone
- Société de production : Crone Film et Danmarks Radio
- Pays :  Danemark
- Genre : Comédie
- Durée : 91 minutes
- Dates de sortie : 
  -  Danemark : 7 janvier 1984

## Distribution
- Mads Bugge Andersen : Buster
- Katarina Stenbeck : Ingeborg
- Peter Schrøder : le père
- Katja Miehe-Renard : la mère
- Signe Dahl Madsen : Joanna
- Jannie Faurschou : le professeur
- Berthe Qvistgaard : Mme. Larsen
- John Riedl : Lars

## Distinctions
Le film a été présenté à la Berlinale 1985 où il a obtenu le prix CIFEJ et le prix de l'UNICEF.